# Australië op de Olympische Zomerspelen 1936
Australië nam deel aan de Olympische Zomerspelen 1936 in Berlijn, Duitsland. Op uitzondering van de Spelen in 1904 haalde Australië het slechtste resultaat ooit: er werd, ondanks een afvaardiging van 33 atleten, slechts 1 bronzen medaille behaald.

## Medailles
| Sport    | Olympiër               | Discipline    | Medaille |
| -------- | ---------------------- | ------------- | -------- |
| Atletiek | hink-stap-springen (m) | Jack Metcalfe | Brons    |

## Deelnemers en resultaten

### Atletiek
| Olympiër         | Discipline             | Resultaat | Prestatie                                                     |
| ---------------- | ---------------------- | --------- | ------------------------------------------------------------- |
| Gerald Backhouse | 800m (m)               | 8e        | serie 4: 1e in 1.57,7 halve finale 2: 2e in 1.53,2 finale: 8e |
| Gerald Backhouse | 1500m (m)              | series    | serie 3: 7e                                                   |
| Alf Watson       | 110m horden (m)        | series    | serie 6: 4e in 15,1                                           |
| Alf Watson       | 400m horden(m)         | 14e       | serie 3: 3e in 54,5                                           |
| Basil Dickinson  | hink-stap-springen (m) | 16e       | finale: 16e met 14,48m                                        |
| Jack Metcalfe    | hink-stap-springen (m) | Brons     | finale: 3e met 15,50m                                         |
| Jack Metcalfe    | hoogspringen (m)       | 12e       | kwalificatie: 1e met 1,85m finale: 12e met 1,85m              |
|                  |                        |           |                                                               |
| Doris Carter     | hoogspringen (v)       | 6e        | finale: 6e met 1,55m                                          |

### Boksen
| Olympiër        | Discipline  | Resultaat | Prestatie                                                                  |
| --------------- | ----------- | --------- | -------------------------------------------------------------------------- |
| Henry C. Cooper | -50,8kg (m) | 17e       | 1e ronde: V van POL Sobkowiak: knock-out                                   |
| Leonard Cook    | -66,7kg (m) | 9e        | 1e ronde: W van POL Pisarski: punten 2e ronde: V van FIN Suvio: punten     |
| Leslie Harley   | -79,4kg (m) | 9e        | 1e ronde: W van SUI van Bueren: punten 2e ronde: V van TCH Havelka: punten |

### Roeien
| Olympiër | Discipline      | Resultaat | Prestatie                                                               |
| --- | --------------- | --------- | ----------------------------------------------------------------------- |
| Cecil Pearce                                                                                                  | skiff (m)       | 10e       | serie 2: 4e in 7.27,0 herkansingen: 2e in 7.33,2                        |
| Bill Dixon Herb Turner                                                                                        | dubbel-twee (m) | 6e        | serie 1: 4e in 6.55,6 halve finale 1: 1e in 7.58,8 finale: 6e in 7.45,1 |
| Len Einsaar Joe Gould Merv Wood Walter Jordan William Cross George Elias Wal Mackney Don Ferguson Norman Ella | acht (m)        | 11e       | serie 2: 4e in 6.21,9 herkansingen: 2e in 6.55,01                       |

### Schoonspringen
| Olympiër    | Discipline    | Resultaat | Prestatie     |
| ----------- | ------------- | --------- | ------------- |
| Ron Masters | 3m plank (m)  | 14e       | 115,72 punten |
| Ron Masters | 10m toren (m) | 15e       | 86,95 punten  |

### Wielersport
| Olympiër      | Discipline       | Resultaat | Prestatie                                                                     |
| Baan          | Baan             | Baan      | Baan                                                                          |
| ------------- | ---------------- | --------- | ----------------------------------------------------------------------------- |
| Dunc Gray     | sprint (m)       | 5e        | 1e ronde: 2e 1e ronde herkansingen: 1e in 13,0 2e ronde: 2e kwartfinale 2: 2e |
| Tassy Johnson | tijdrit (m)      | 11e       | 1.15,8                                                                        |
| Weg           |                  |           |                                                                               |
| Tassy Johnson | wegwedstrijd (m) | 16e       | 2:33.08,0                                                                     |
| Chris Wheeler | wegwedstrijd (m) | n.b       | onbekend                                                                      |

### Worstelen
| Olympiër     | Discipline            | Resultaat | Prestatie                                                                                  |
| ------------ | --------------------- | --------- | ------------------------------------------------------------------------------------------ |
| Dick Garrard | -66kg vrije stijl (m) | 13e       | 1e ronde: V van ITA Romagnoli: 0-3                                                         |
| John O'Hara  | -72kg vrije stijl (m) | 7e        | 1e ronde: V van GER Paar: 1-2 2e ronde: W van TCH Samec: 3-0 3e ronde: V van SWE Andersson |
| Eddie Scarf  | -87kg vrije stijl (m) | 6e        | 1e ronde: W van BEL Beke 2e ronde: V van TCH Prokop: 1-2 3e ronde: V van GER Siebert: 0-3  |

### Zwemmen
| Olympiër        | Discipline          | Resultaat | Prestatie                                                               |
| --------------- | ------------------- | --------- | ----------------------------------------------------------------------- |
| William Kendall | 100m vrije slag (m) | 9e        | serie 2: 3e in 1.01,0 halve finale 2: 5e in 59,9                        |
| Percy Oliver    | 100m rugslag (m)    | 7e        | serie 5: 2e in 1.10,2 halve finale 1: 3e in 1.09,4 finale: 7e in 1.10,7 |
|                 |                     |           |                                                                         |
| Evelyn de Lacy  | 100m vrije slag (v) | 11e       | serie 2: 2e in 1.08,5 halve finale 2: 5e in 1.10,0                      |
| Kitty Mackay    | 100m vrije slag (v) | 28e       | serie 4: 5e in 1.13,8                                                   |
| Evelyn de Lacy  | 400m vrije slag (v) | 16e       | serie 3: 5e in 5.51,9                                                   |
| Kitty Mackay    | 100m rugslag (v)    | 15e       | serie 1: 5e in 1.24,6                                                   |
| Pat Norton      | 100m rugslag (v)    | 11e       | serie 2: 4e in 1.22,3 halve finale 1: 6e in 1.21,9                      |

Afghanistan · Argentinië · Australië · België · Bermuda · Bolivia · Brazilië · Brits-Indië · Bulgarije · Canada · Chili · Colombia · Costa Rica · Denemarken · Duitsland · Egypte · Estland · Filipijnen · Finland · Frankrijk · Griekenland · Groot-Brittannië · Hongarije · IJsland · Italië · Japan · Joegoslavië · Letland · Liechtenstein · Luxemburg · Malta · Mexico · Monaco · Nederland · Nieuw-Zeeland · Noorwegen · Oostenrijk · Peru · Polen · Portugal · Republiek China · Roemenië · Tsjecho-Slowakije · Turkije · Uruguay · Verenigde Staten · Zuid-Afrika · Zweden · Zwitserland